# G-EGGS
G-EGGS（ジーエッグス）は、かつて新日本プロレスで活動していたプロレスラーのユニット。

## 歴史
2000年3月28日、永田裕志、中西学、吉江豊、福田雅一により結成された。4月19日に福田がリング禍より死亡すると、その後に福田の遺志を継いだブライアン・ジョンストンが加入した。
由来は長州力が4人をまとめてあらわした「格闘たまご」で、あまりにも語感が悪いため永田が横文字にしたもの。チームマークはひびの入った卵で、Tシャツが作られるたびに、ヒビが多くなり、怪獣のような手足が中から出てくるという工夫が見られた。
2001年7月、「たまごのカラは自分で破ろう」と解散。
後に語られた逸話によると、永田が中西超えを果たすために後輩に「vs中西」を呼びかけたことが結成経緯だったという。ただし当時の現場監督である長州からダメ出しされてインパクトのため、「中西を入れろ」と忠告され路線を変更。後述する色別のシャツも売り上げをメンバー内で競わせるためであり、中西のものがダントツに売れるなど現実を見せられたと著述している。ケンドー・カシンを入れる案もあったが「ニシオ（中西）となんか一緒にやれない」と当人から断られている。

## メンバー
メンバーごとに担当カラーがあてがわれてTシャツもカラー別であった。
- 永田裕志 - ブラック
- 中西学 - グレー
- 吉江豊 - オレンジ
- 福田雅一 - ブルー
- ブライアン・ジョンストン - ブルー

## サポートメンバー
- 飯塚高史

## タイトル歴
新日本プロレス
- IWGPタッグ王座（第39代）
  - 永田裕志&中西学
- G1 TAG LEAGUE優勝（2000年）
  - 永田裕志&飯塚高史

## 関連作品
ビデオ
- 新日本プロレス 闘魂Vスペシャル 特別編 殻を破った男達！ G-EGGS〜永田，中西，カシン，吉江特集（2000年7月、ヴァリス）